# Nálada
Nálada je emocionální stav, který v průběhu určitého času provází prožívání a lidskou činnost. Na rozdíl od základních emocí nemusejí mít jednotlivé nálady jasný předmět, nebývají přesně zacílené, nýbrž vyplývají z povahy člověka a z určitého sledu zážitků. Někdy ani sám jedinec přesně neví, proč má určitou náladu.
Z biochemického hlediska je nálada ovlivňována především dvěma neurotransmitery: noradrenalinem a serotoninem. Přechod z jedné nálady do druhé je zpravidla pozvolný a plynulý; při určitých duševních poruchách (např. maniodepresivní psychóza) dochází k náhlým změnám nálady.
Sklon k určité náladě provází člověka víceméně po celý život.

## Přenesený význam slova
Slovo se často používá i v přeneseném významu – viz známé sousloví „blbá nálada“, jež popisuje apatický stav společnosti smířené s danou politickou realitou.